# زهرا جواهری
زهرا جواهری (زادهٔ ۱۳۵۶) بازیگر، نویسنده و کارگردان تئاتر و تلویزیون اهل ایران است.

## زندگی‌نامه
زهرا جواهری در سال ۱۳۵۶ در تهران متولد شد. در سال ۱۳۷۸ در رشتهٔ کارگردانی نمایش از دانشگاه علم و فرهنگ (جهاد دانشگاهی سابق) فارغ‌التحصیل شد. او در سال ۱۳۷۵ عروسک‌گردانی و صداپیشگی را در یک نمایش از کانون پرورشی فکری کودکان و نوجوانان تجربه کرد. وی در سال ۱۳۷۹ لوح تقدیر کارگردانی را از چهارمین جشنواره دانشجویی نمایش عروسکی تهران دریافت کرد.
او در سال ۱۳۷۶ با ایفای نقش «شیرین» در سریال تلویزیونی دنیای شیرین به کارگردانی بهروز بقایی به عرصه بازیگری پیوست و به شهرت رسید.

## آثار و فعالیت‌های هنری
- عروسک‌گردانی و صداپیشگی در نمایش «عصا، عصای کارگشا» نوشته رضا فیاضی به کارگردانی عادل بزدوده، ۱۳۷۵[۱]
- بازی در فیلم سینمایی حریف دل کارگردانی رضا گنجی، ۱۳۷۵[۳]
- بازی در سریال تلویزیونی دنیای شیرین به کارگردانی بهروز بقایی، ۱۳۷۶[۴]
- دستیار اول کارگردان و برنامه‌ریز سریال تلویزیونی سیب خنده به کارگردانی رضا عطاران، ۱۳۷۷[۵]
- بازی در نمایش «دختر، ابر، آدمک» نوشته و کارگردانی سوسن مقصودلو، ۱۳۷۶[۱]
- کارگردانی نمایش «بازیگر تراژدی علی‌رغم میل خود» نوشته آنتوان چخوف، ۱۳۸۰[۱]
- بازی در نمایش تلویزیونی عروسکی «خاله و مموشی» نوشته نغمه ثمینی به کارگردانی مرضیه محجوب، ۱۳۷۹[۱]
- بازیگر و دستیار کارگردان و برنامه‌ریز در نمایش تلویزیونی عروسکی «منگوله گوش میرزا» نوشته نغمه ثمینی به کارگردانی مرضیه محبوب، ۱۳۸۰[۱]
- دستیار کارگردان و برنامه‌ریز نمایش تلویزیون عروسکی «رفوزه» نوشته آذر یوسفی به کارگردانی مرضیه محبوب، ۱۳۸۱[۱]
- عضویت در هیئت داوران هفتمین جشنواره دانشجویی نمایش‌های عروسکی، ۱۳۸۲[۶]
- بازیگری و کارگردانی مجموعه عروسکی «خونه گُلپری اینا»[۷] ۸۶–۱۳۸۵[۸]
- بازی در مجموعه عروسکی «کلبه جنگلی» به کارگردانی شیرین جاهد، ۱۳۸۵[۹]
- عروسک‌گردانی در نمایش «بزبز قندی» به کارگردانی مرضیه محبوب و سوسن ناصری، شبکه یک، ۱۳۹۲[۱۰]
- ترجمه نمایش «مرد بالشی» نوشته مارتین مک‌دونا، ۱۳۹۲[۱۱]
- ترجمه نمایش «ستوان اینیشمور» نوشته مارتین مک‌دونا، ۱۳۹۴[۱۲]